# Haramsøya
Haramsøya  est une île de la commune de Ålesund, du comté de Møre og Romsdal, dans la mer de Norvège. C'est une île de l'archipel de Nordøyane.

## Description
L'île de 13,3 km2 est située entre les îles de Lepsøya et Flemsøya, à seulement 4 kilomètres au nord-ouest du continent. Le village d'Austnes (en) est situé dans la partie sud-est de l'île, et c'est l'emplacement de la Haram Church (en). Le phare d'Ulla est situé à l'extrémité nord de l'île. 
L'île est reliée au continent par un car-ferry vers le continent et l'île voisine de Lepsøya. L'Ullasund Bridge (en) relie l'île à l'autre île voisine de Flemsøya au nord. Le réseau routier de ponts et tunnels nommé Nordøyvegen (en) relie désormais l'île de Haramsøya au continent et à ses autres îles de l'archipel.

## Galerie

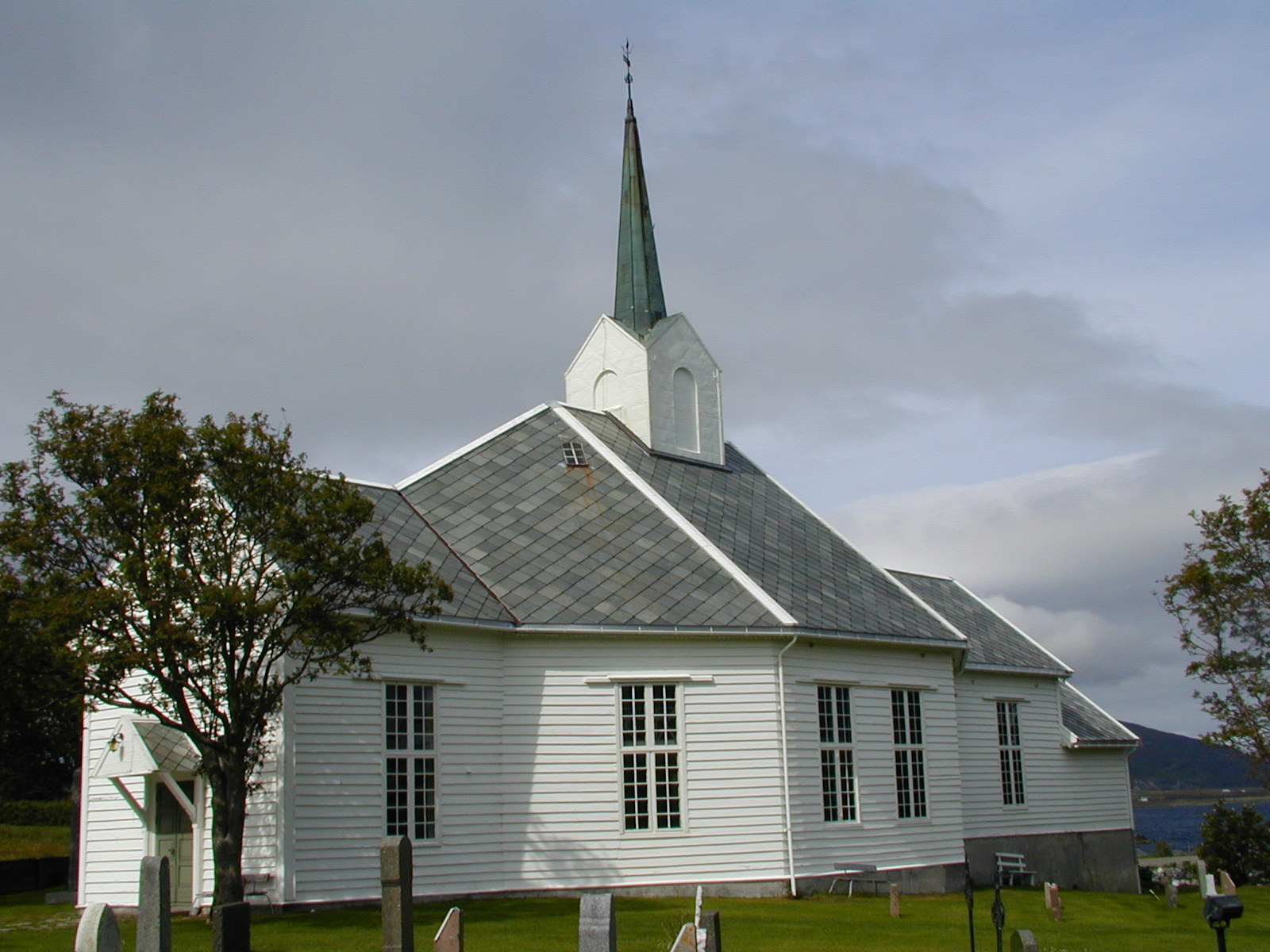
L'église d'Haramsoya
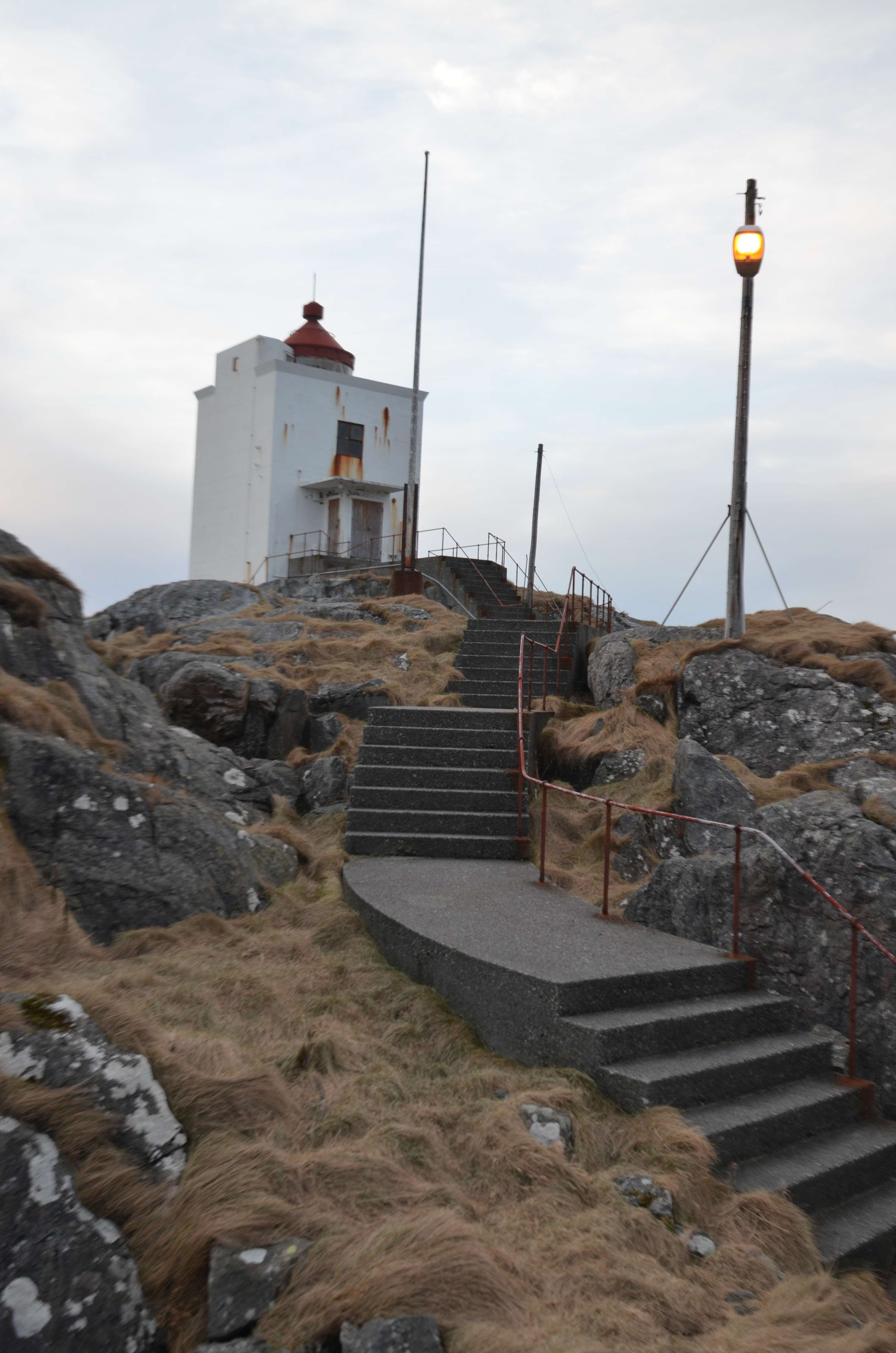
Phare d'Ulla
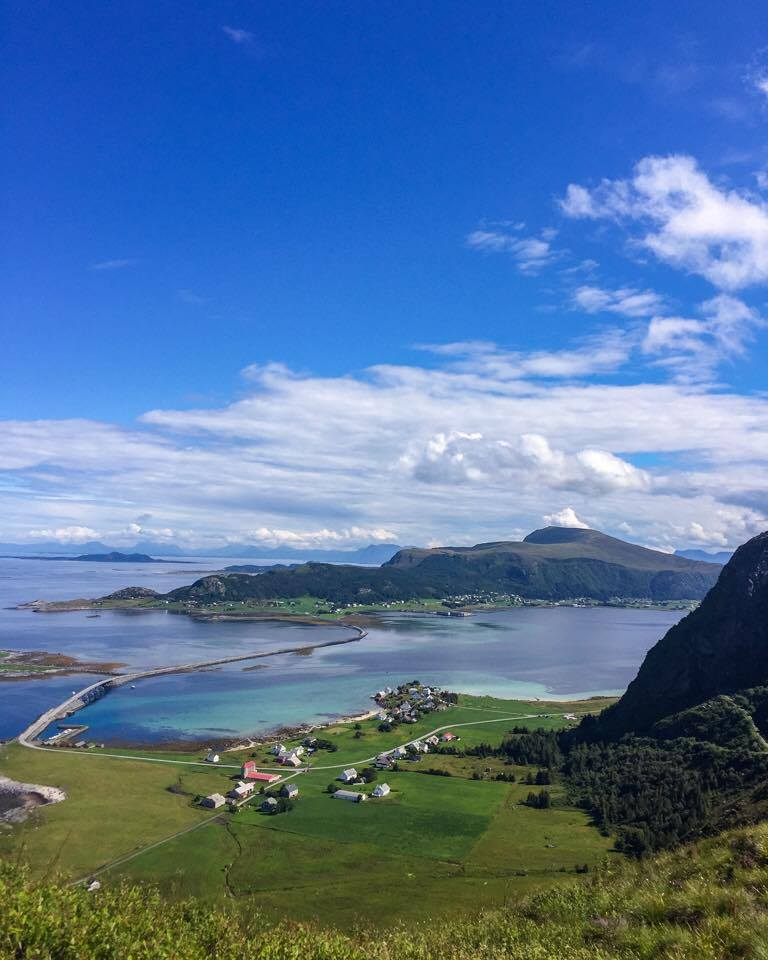
Ulla sur Haramsoya et Flemsoya en face